# Биляев, Георгий Константинович
Георгий Константинович Биляев (15 октября 1906, село Ивановка, Тифлисский уезд, Тифлисская губерния, Российская империя — 14 мая 1985, Тетри-Цкаро, Грузинская ССР) — председатель колхоза имени Будённого Тетрицкаройского района, Грузинская ССР. Герой Социалистического Труда (1949). Депутат Верховного Совета Грузинской ССР.

## Биография
Родился в 1906 году в греческой крестьянской семье в селе Ивановка Тифлисского уезда. Окончил местную начальную школу. С подросткового возраста трудился в сельском хозяйстве. Во время коллективизации вступил в местный колхоз в селе Ивановка. В последующие годы был председателем Ирагинского райисполкома, руководил сыромаслозаводом. Затем был избран председателем колхоза имени Будённого с усадьбой в посёлке Агбулах (позднее — Тетри-Цкаро).
В 1948 году коневоды колхоза вырастили 31 жеребёнка от 31 кобыл. Указом Президиума Верховного Совета СССР от 11 августа 1949 года удостоен звания Героя Социалистического Труда за «получение высокой продуктивности животноводства в 1948 году» с вручением ордена Ленина и золотой медали «Серп и Молот» (№ 4428).
Этим же указом званием Героя Социалистического Труда были награждены труженики колхоза имени Будённого заведующий колхозной конефермой Иван Константинович Скидин и старший конюх Иван Андреевич Ляпушкин.
После реорганизации колхоза имени Будённого был директором мясо-молочного совхоза «Тетрицкаройский». Избирался депутатом Верховного Совета Грузинской ССР, Тетрицкаройского районного Совета депутатов трудящихся.
После выхода на пенсию проживал в городе Тетри-Цкаро. С 1968 года — персональный пенсионер союзного значения. Умер в мае 1985 года.
Награды
- Герой Социалистического Труда
- Орден Ленина
- Орден Трудового Красного Знамени (21.02.1948)
- Орден «Знак Почёта» (02.04.1966)
- Медаль «За трудовую доблесть» (03.07.1950)